# 血符門
《血符門》係由香港导演黄枫于1970年拍摄之一齣国语片，该片于1971年首映，女主角是當年亞洲影后凌波。

## 故事
中州劍派掌門人江子超（由房勉飾演）帶着女兒上青（由施思飾演）行走江湖。因为一次行俠仗義，与邪派血符門結怨。后因血符门寻仇，江氏全家被殺。其徒弟韓氏（由張翼飾演）發誓拜師學藝为师傅報仇，七師妹郁芳芳（由凌波飾演）也發誓與大師兄合力消滅血符門。

## 演員
- 張翼
- 凌波
- 施思
- 吳國敏
- 王俠
- 李家鼎
- 谷峰
- 楊澤霖
- 小麒麟
- 曾楚霖
- 林正英

## 特色
呢條片係古裝武打片，场景加拍外景，仇殺連場。